# 叶恩忠
叶恩忠（1954年—2010年），福建省闽侯县人，中华人民共和国编辑。

## 生平
1972年12月，参加中国人民解放军，曾任福建省军区政治部干事。1985年10月，起在海峡之声广播电台从事记者、编辑工作，1992年10月，转业到海峡文艺出版社，先后任编辑室主任、社长助理等，2001年10月，任福建画报社、海潮摄影艺术出版社副社长兼副总编辑，2004年12月任社长兼总编辑。2010年，任福建海峡书局出版社有限责任公司总经理、执行董事。有散文集《独步心灵的旷野》、《撕裂长风》、《太阳风月亮雨》。2010年去世。